# Pytlák (Wysoki Jesionik)
Pytlák (historyczna nazwa niem. Raubschützenstein) – szczyt (góra) o wysokości 1040 m n.p.m. (podawana jest też wysokość 1040,4 m n.p.m.  ), będący grupą skalną w paśmie górskim Wysokiego Jesionika (cz. Hrubý Jeseník), w północno-wschodnich Czechach, w Sudetach Wschodnich, na Śląsku, w obrębie gminy Vrbno pod Pradědem, blisko osady Bílý Potok, oddalony o około 9,9 km na północny wschód od szczytu góry Pradziad (cz. Praděd). Rozległość góry (powierzchnia stoków) szacowana jest na około 2,0 km², a średnie nachylenie wszystkich stoków wynosi około 13°.

## Charakterystyka

### Lokalizacja
Góra Pytlák położona jest w północno-wschodnim rejonie całego pasma Wysokiego Jesionika, leżąca w części Wysokiego Jesionika, w północno-wschodnim obszarze (mikroregionu) o nazwie Masyw Orlíka (cz. Medvědská hornatina), na głównym, północnym, łukowatym grzbiecie góry Medvědí vrch, ciągnącym się od góry Zámecký vrch (1) do góry Na vyhlídce (1). Charakterystyczną cechą góry jest to, że szczyt wraz ze stokami obejmuje stosunkowo niewielki obszar, bo około 2 km². Jest górą bardzo trudno rozpoznawalną, o słabo wyeksponowanej kopule szczytowej, a ponadto zalesioną, przysłoniętą przez okalający ją bór świerkowy. Niewidoczna jest z nieopodal przebiegającej drogi nr 451 Nové Heřminovy – Vidly. Również z jej pobliskich szczytów jest praktycznie niewidoczna i trudno ją bliżej zlokalizować. Jest szczytem słabo rozpoznawalnym m.in. z drogi okalającej połać szczytową góry Pradziad (szczyt widoczny na prawo poniżej linii patrzenia w kierunku szczytu Medvědí vrch, ale można go pomylić ze szczytem Jelení kameny leżącym niemal na tej samej linii spojrzenia), a z innego charakterystycznego punktu widokowego – z drogi okalającej szczyt góry Dlouhé stráně niewidoczny, bo przysłonięty górą Malý Děd. 
Górę ograniczają: od północy przełęcz o wysokości 1010 m n.p.m. w kierunku szczytu Slatina, od zachodu dolina potoku Bílý potok, od południa dolina potoku Środkowa Opawa (cz. Střední Opava), od południowego wschodu przełęcz o wysokości 812 m n.p.m. w kierunku szczytu Solná, od wschodu mało wybitna przełęcz o wysokości 1013 m w kierunku szczytu Loupežník oraz od północnego wschodu dolina potoku o nazwie Suchý potok. W otoczeniu góry znajdują się następujące szczyty: od północnego zachodu Kamzičí skála (2), Medvědí vrch i Slatina, od północnego wschodu Pod Suchým vrchem i Suchý vrch, od wschodu Loupežník, od południowego wschodu Výří kameny, od południa Solná, od południowego zachodu Plošina i Jelení kameny oraz od zachodu Karliny kameny i Javůrka.

### Stoki
W obrębie góry można wyróżnić pięć następujących zasadniczych stoków :
- północno-wschodni o nazwie Semeniště
- wschodni
- południowe o nazwach U psích hlav, V ochoze
- południowo-zachodni
- północno-zachodni

Występują tu wszystkie typy zalesienia: bór świerkowy, las mieszany oraz las liściasty, przy czym zdecydowanie dominuje zalesienie gęstym borem świerkowym. Na stokach południowym i południowo-zachodnim poza borem świerkowym, występują wraz z obniżaniem wysokości obszary lasu mieszanego i połacie lasu liściastego. Niemalże wszystkie stoki charakteryzują się znaczną zmiennością wysokości zalesienia, z występującymi polanami oraz nieznacznymi przecinkami. Stok południowy i południowo-zachodni pokryty jest licznymi grupami skalnymi (m.in. cz. Skály u hradu Rabenštejna), z największą o nazwie Psí hlava, położoną na stoku południowym na wysokościach około (800–940) m n.p.m.. Na stoku wschodnim położone jest pojedyncze większe skalisko. Ponadto na stoku południowo-zachodnim występują ruiny istniejących niegdyś dwóch zamków o nazwach Rabenštejn oraz Pustý zámek (Weissenstein). Przy ruinach tych zamków na grupach skalnych występują cztery wieże skalne o nazwach (Skalní masiv Ostří, Skalní masiv Ucho, Skalní věž Rabenštejn (wszystkie trzy przy ruinach zamku Rabenštejn) i Skalní masiv Pustý zámek (przy ruinach zamku Pustý zámek)), na których wytyczono trasy do wspinaczki skałkowej. Ponadto na stoku tym występuje inna wieża skalna o nazwie (Skalní masiv Zbojnické skály), na której również wytyczono trasy do wspinaczki skałkowej.
Stoki mają stosunkowo jednolite, na ogół łagodne i bardzo zróżnicowane nachylenia. Średnie nachylenie stoków waha się bowiem od 3° (stok wschodni) do 20° (stok południowo-zachodni). Średnie nachylenie wszystkich stoków góry (średnia ważona nachyleń stoków) wynosi około 13°. Maksymalne średnie nachylenie stoku południowo-zachodniego przy grupie skalnej, na wysokościach około 980 m n.p.m., na odcinku 50 m nie przekracza 35°. Stoki pokryte są siecią dróg (m.in. Bílopotocká cesta, Nová cesta czy Solná cesta) oraz na ogół nieoznakowanych ścieżek i duktów. Przemierzając je zaleca się korzystanie ze szczegółowych map, z uwagi na zawiłości ich przebiegu, zalesienie oraz zorientowanie w terenie.

### Szczyt główny

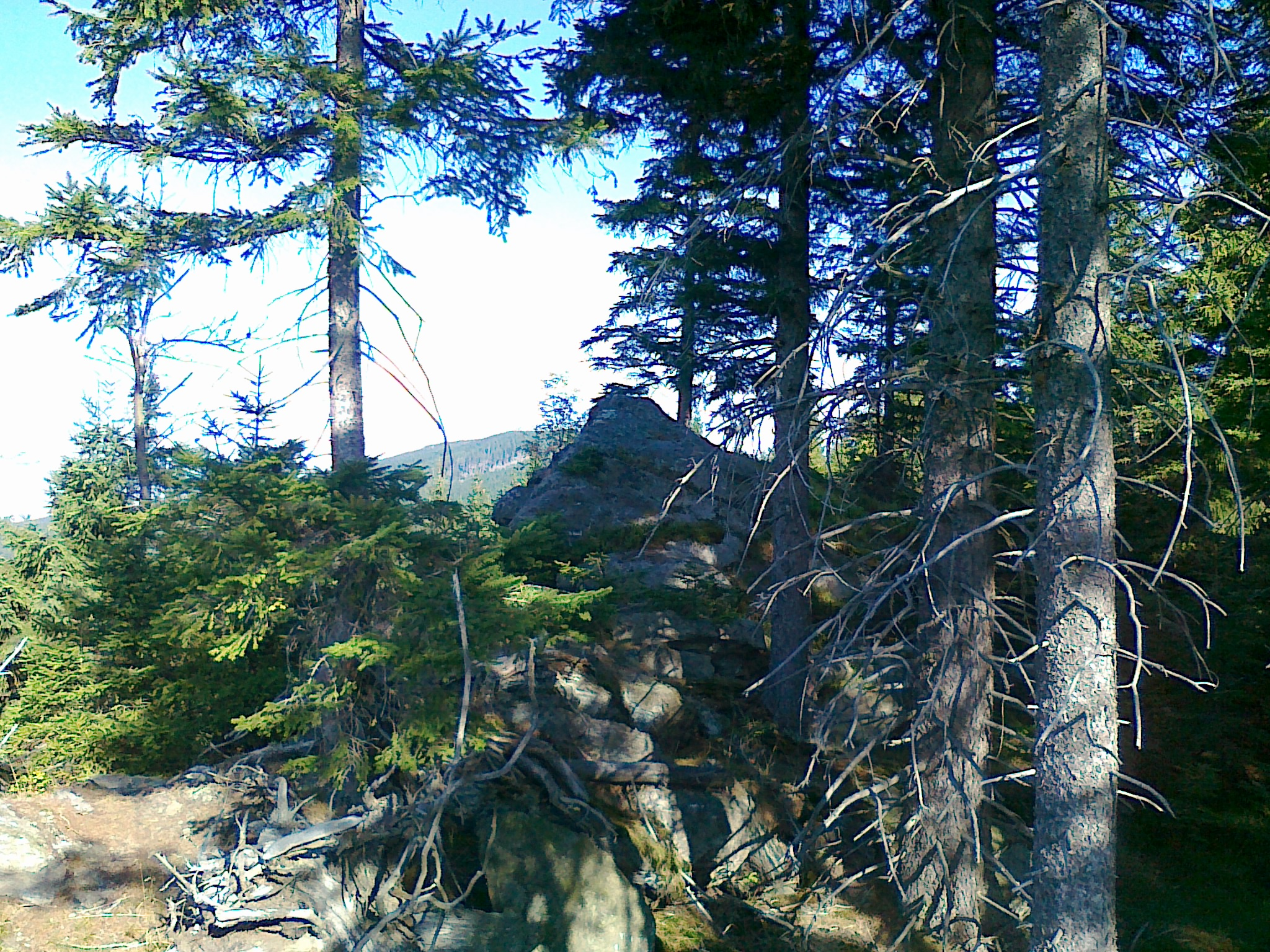
Skalisko na połaci szczytowej góry Pytlák (2018 rok)

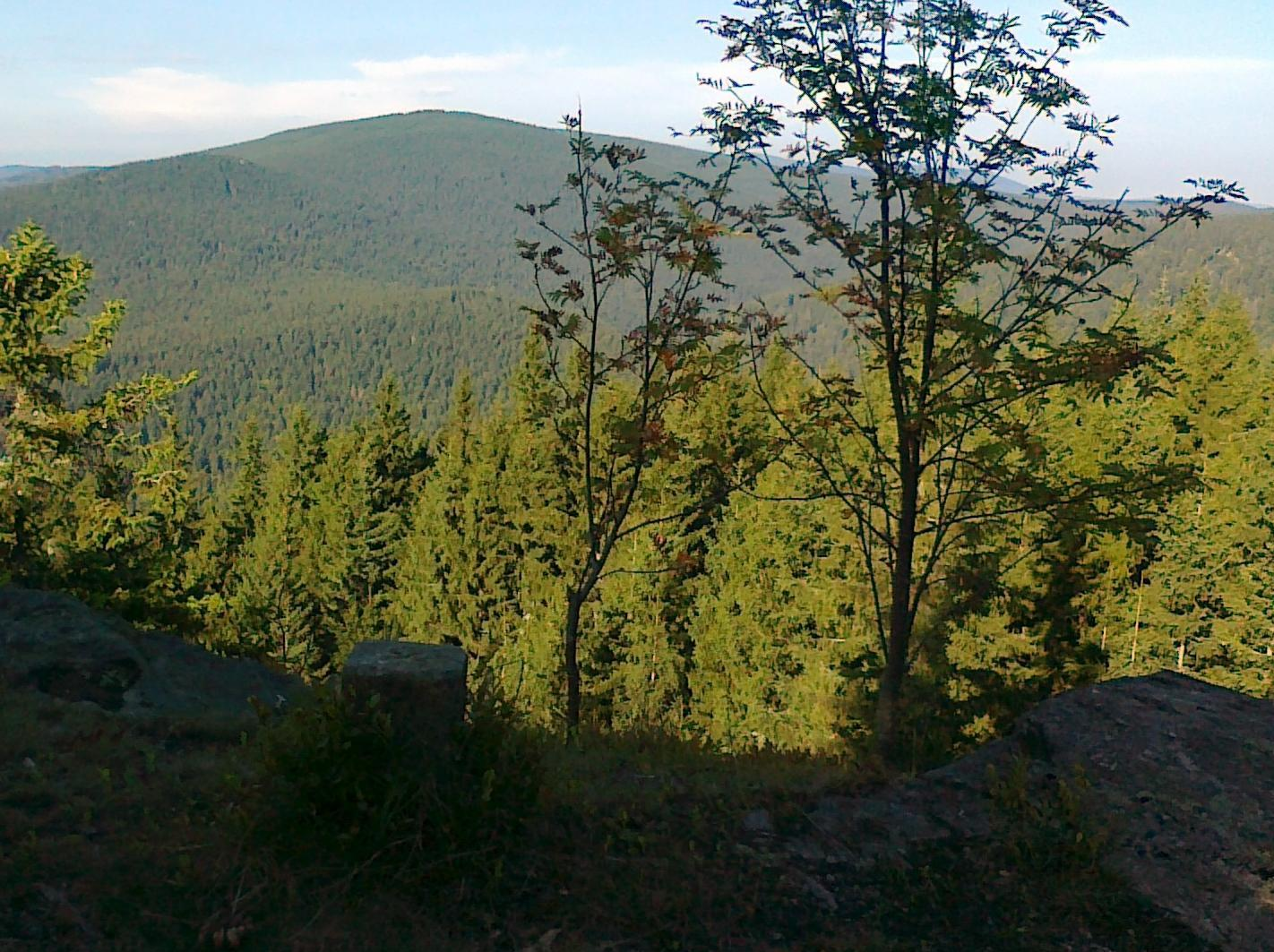
Widok z połaci szczytowej, sprzed punktu geodezyjnego góry Pytlák na góry Černý vrch, z lewej słabo widoczne Karliny kameny, poniżej Javůrka (2018 rok)

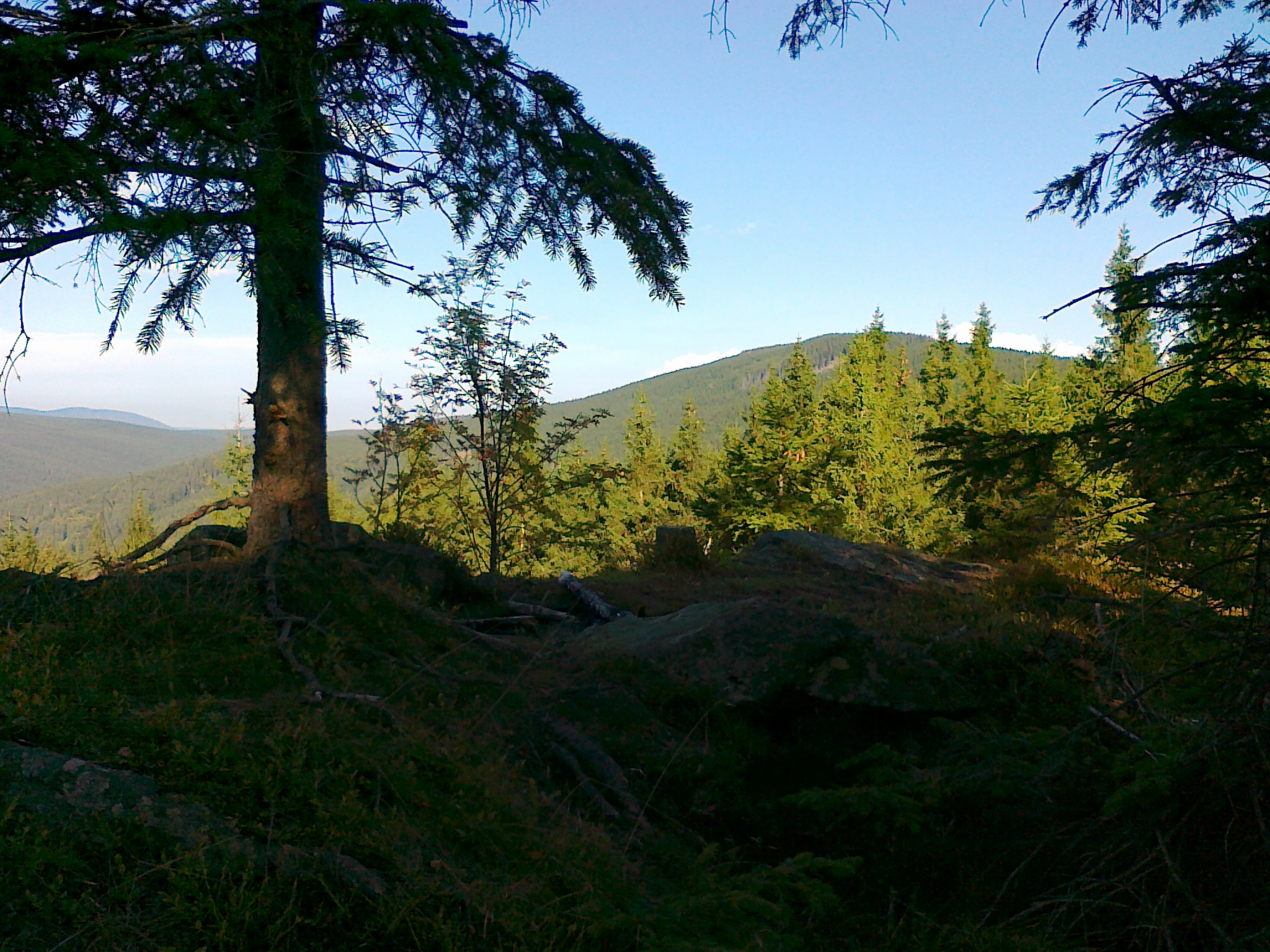
Widok z połaci szczytowej, w pobliżu punktu geodezyjnego góry Pytlák na górę Medvědí vrch (z lewej w dali szczyt góry Šerák) (2018 rok)

Na szczyt nie prowadzi żaden znakowany szlak turystyczny. Szczyt góry jest rozległą grupą skalną o przybliżonych wymiarach poziomych (160 × 75) m, otoczoną borem świerkowym oraz pokrytą wokół trawą wysokogórską. Połać szczytowa z uwagi na zalesienie jest ograniczonym punktem widokowym. Rozpościerają się z niej malownicze perspektywy na okoliczne szczyty, takie jak m.in. Medvědí vrch, Javůrka, Karliny kameny czy Černý vrch. Skaliska na połaci szczytowej, miejscami od strony zachodniej są urwiskami. Na połaci szczytowej znajduje się punkt geodezyjny, oznaczony na mapach geodezyjnych numerem (4.), o wysokości 1040,43 m n.p.m. oraz współrzędnych geograficznych (50°08′37,94″N 17°19′54,81″E/50,143872 17,331892).
Dojście do szczytu następuje z drogi o nazwie Nová cesta i skrzyżowania w pobliżu chaty o nazwie Františkova chata, leżącej na stoku góry Na Vyhlídce (1) (blisko szczytu Solná), skąd wybiega nieoznakowana droga w kierunku północno-zachodnim, którą należy przejść odcinek o długości około 1,6 km dochodząc orientacyjnie do szczytowej grupy skalnej.

### Szczyt drugorzędny
Pytlák jest górą o podwójnym szczycie. W odległości około 1,1 km na południowy zachód od szczytu głównego można wyróżnić szczyt drugorzędny określony jako Pytlák–JZ o wysokości 800 m n.p.m. i współrzędnych geograficznych (50°08′06,9″N 17°19′31,1″E/50,135250 17,325306), oddzielony od szczytu głównego mało wybitną przełęczą o wysokości 788 m n.p.m.. Znajduje on się na grupie skalnej wśród gęstego zalesienia przeważnie boru świerkowego. Z powodu zalesienia nie jest on punktem widokowym, nie umieszczono na nim również punktu geodezyjnego. 

### Geologia
Pod względem geologicznym masyw góry Pytlák należy do jednostki określanej jako kopuła Desny i zbudowany jest ze skał metamorficznych, głównie blasto-mylonitów (muskowitów, biotytów, chlorytów) oraz skał magmowych, głównie meta-granitoidów.

### Wody
Grzbiet główny (grzebień) góry Pradziad, biegnący od przełęczy Skřítek do przełęczy Červenohorské sedlo oraz dalej do przełęczy Ramzovskiej (cz. Ramzovské sedlo) jest częścią granicy Wielkiego Europejskiego Działu Wodnego, dzielącej zlewiska Morza Bałtyckiego i Morza Czarnego . 
Szczyt wraz ze stokami góry Pytlák położony jest na północny wschód od tej granicy, należy więc do zlewni Morza Bałtyckiego, do którego płyną wody m.in. z dorzecza rzeki Odry, będącej przedłużeniem płynących z tej części Wysokiego Jesionika górskich potoków (m.in. płynących w pobliżu góry potoków Bílý potok, Środkowa Opawa czy Suchý potok). Z uwagi na stosunkowo łagodne nachylenia stoków, w obrębie góry nie występują m.in. wodospady czy kaskady.

## Ruiny zamków

### Rabenštejn
W odległości około 720 m na zachód od szczytu, na wysokości około 805 m n.p.m., na stoku południowo-zachodnim położone są ruiny istniejącego kiedyś zamku, o nazwie Rabenštejn, zbudowanego w drugiej połowie XIII wieku, w celu ochrony pobliskiego zamku o nazwie Weissenstein, położonego poniżej na tym samym stoku góry. Budowla miała charakter wieży wartowniczej na planie prostokąta o wymiarach (8,7 × 6) m oraz wysokość około 12 m. Obecnie pozostały jedynie jej zgruzowane resztki. Dojście do ruin następuje ze skrzyżowania turystycznego o nazwie (cz. Rabenštejn (vyhl.)), zlokalizowanego przy zielonym szlaku turystycznym  oraz drodze Solná cesta, od którego należy przejść oznaczoną ścieżką odcinek o długości około 100 m.

### Pustý zámek (Weissenstein)
Poniżej wieży wartowniczej Rabenštejn, w odległości około 970 m na południowy zachód od szczytu, na wysokości około 715 m n.p.m., na stoku południowo-zachodnim położone są ruiny zamku zasadniczego (twierdzy) o nazwie Pustý zámek, Weissenstein lub Veisenštejn, zbudowanego również w XIII wieku w celu ochrony pogranicza ziem biskupstwa wrocławskiego przed najeźdźcami, głównie z rejonu Moraw oraz będącego również posterunkiem celnym. Zamek składał się z dwóch obiektów: masywnego budynku o wymiarach (17 × 21) m oraz obiektu mniejszego. Obecnie po zamku pozostały zgruzowane części murów, pomieszczenie wykute w skale oraz część fosy (wykopu). Dojście do ruin oraz przystanku turystycznego (cz. Weissenstein (zříc.)) następuje ze specjalnie wytyczonego niebieskiego szlaku spacerowego  o długości około 1,5 km (Bílopotocká cesta), biegnącego z osady Bílý Potok oraz skrzyżowania turystycznego o nazwie (cz. Bílý Potok (bus)).

## Ochrona przyrody
Cała góra znajduje się w obrębie wydzielonego obszaru objętego ochroną o nazwie Obszar Chronionego Krajobrazu Jesioniki (cz. Chráněná krajinná oblast (CHKO) Jeseníky), a utworzonego w celu ochrony utworów skalnych, ziemnych i roślinnych oraz rzadkich gatunków zwierząt. Na stokach nie utworzono żadnych rezerwatów przyrody lub innych obiektów nazwanych pomnikami przyrody. Ponadto na obszarze góry nie wytyczono żadnych ścieżek dydaktycznych. 

## Turystyka
Na górze Pytlák nie ma żadnego schroniska turystycznego lub hotelu górskiego. Osada Bílý Potok, leżąca niedaleko góry nie dysponuje odpowiednią bazą turystyczną, bowiem nie ma tam praktycznie żadnych hoteli górskich czy pensjonatów. Przy drodze nr 451 w tej osadzie znajduje się przystanek linii autobusowej z połączeniem do miejscowości: Vrbno pod Pradedem, Jesionik (cz. Jeseník) czy Ołomuniec (cz. Olomouc). Do bazy turystycznej w miejscowości Vrbno pod Pradědem z bazą hoteli i pensjonatów jest od szczytu około 3 km w kierunku południowo-wschodnim. Ponadto do osady Vidly jest od szczytu około 6 km w kierunku południowo-zachodnim ze znajdującym się w niej górskim hotelem Vidly. Na obszarze góry nie ma żadnych tzw. chat łowieckich.
Kluczowym punktem turystycznym jest oddalone o około 1,7 km na południowy zachód od szczytu, znajdujące się w osadzie Bílý Potok skrzyżowanie turystyczne o nazwie (cz. Bílý Potok (bus)) z podaną na tablicy informacyjnej wysokością 617 m, przez które przechodzi szlak turystyczny, szlak spacerowy, jedyny szlak rowerowy oraz trasa narciarstwa biegowego.

### Szlaki turystyczne
Klub Czeskich Turystów (cz. Klub Českých Turistů) wytyczył w obrębie góry dwa szlaki turystyczne na trasach:
 Vrbno pod Pradědem – góra Pytlák – Kamzičí skála (2) – góra Medvědí vrch – góra Medvědí louka – dolina potoku Šumný potok – Adolfovice
 Bělá pod Pradědem – góra Nad Borovým – góra Zaječí hora – góra Ztracený vrch – góra Lysý vrch – szczyt Klanke – góra Velký Klín – rezerwat przyrody Vysoký vodopád – wodospad Vysoký vodopád – góra Malý Děd – schronisko Švýcárna – dolina potoku Środkowa Opawa – Vidly – Bílý Potok – Hutě
Ponadto fragmentarycznie przez stok południowo-zachodni przebiega wyznaczony niebieski szlak spacerowy na trasie:
 Bílý Potok (bus) – dolina potoku Bílý potok – Weissenstein (zříc.)

### Szlaki rowerowe oraz trasy narciarskie
U podnóża stoku południowo-zachodniego w obrębie góry fragmentarycznie przebiega jedyny szlak rowerowy na trasie:
 Bílý Potok – góra Javůrka – góra Medvědí louka – Pod Orlíkem (potok)
W okresach ośnieżenia wzdłuż niebieskiego szlaku rowerowego , można skorzystać z jedynej wyznaczonej trasy narciarstwa biegowego. W obrębie góry nie poprowadzono żadnej trasy narciarstwa zjazdowego.